# Laballensäure
Laballensäure ist eine ungesättigte Fettsäure. Durch ihre Allengruppe weist sie axiale Chiralität auf und ist dadurch optisch aktiv. Es existiert eine natürlich vorkommende (R)-Form sowie eine (S)-Form. Sie ist ein Isomer der Linolsäure und verwandt mit der ähnlichen Phlomissäure.

## Vorkommen

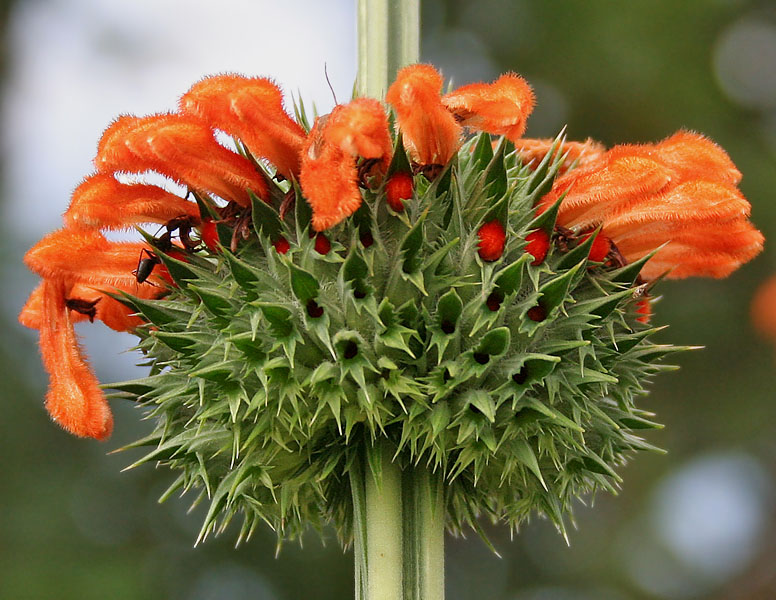
Kleinblättiges Löwenohr

Laballensäure ist charakteristisch für die Pflanzenfamilie Lamiaceae, sie kommt dort in vielen Arten vor. Sie eignet sich deshalb auch als chemotaxonomischer Marker.
Labellensäure wurde zuerst aus dem Samenöl des Kleinblättrigen Löwenohrs (Leonitis nepetaefolia) isoliert, in dem sie zu 16 % vorkommt. Bei der Untersuchung von vielen Arten der Gattung Leucas enthielten alle Arten Laballensäure. Der höchste Gehalt wurde mit über 44 % in Leucas helianthemifolia gefunden. Sie kommt auch noch in anderen Pflanzenarten aus den Gattungen Brandkräuter, Zieste, Salbei und anderen vor.

## Synthese
Mehrere Synthesen der Laballensäure wurde veröffentlicht. Eine effiziente und enantioselektive Synthese stammt aus dem Jahr 2022. Eine weitere enantioselektive Synthese basiert auf Kupfer(II)-bromid-Katalyse und der Verwendung von Diphenylprolinol als chiralem Auxiliar.

## Eigenschaften
In Versuchen an Ratten hat Labellensäure entzündungshemmende Eigenschaften gezeigt.